# Науково-виробничий комплекс «Іскра»
Науково-виробничий комплекс «Іскра» (КП «НВК „Іскра“») — казенне підприємство оборонно-промислового комплексу України, що спеціалізується на розробці та виробництві наземної радіолокаційної техніки цивільного та військового призначення. Підприємство також надає послуги з ремонту, модернізації та постачання запасних частин до раніше випущених РЛС і випускає різноманітні електротехнічні складові та електроприлади (трансформаторні підстанції, розподільні пристрої, блоки живлення, блоки конденсаторів та інше). Підприємство виготовляє для споживчого ринку також засоби реабілітації для інвалідів: крісла-візки звичайні та з електродвигунами. З 2011 року входить в об'єднання підприємств військово-промислового комплексу — державний концерн «Укроборонпром».
КП НВК «Іскра» згідно з Національним Рейтингом якості товарів і послуг «Зірка Якості» «за незмінно високу якість і досягнення переваги в бізнесі серед підприємств, що працюють в Україні» було визнане «Кращим підприємством країни 2016 року».
За підсумками 2016 року підприємство заявило про отримання прибутку у розмірі 152 млн грн та про збільшення випуску продукції на 200 %.  

## Історія
Історія підприємства бере свій початок з серпня 1959 року, коли було утворено електромашинобудівний завод «Запорізький завод пересувних електростанцій», на якому однак вироблялись близько 120 радіолокаційних станцій переважно військового призначення на рік. Незабаром для потреб заводу створили потужний інженерний підрозділ — конструкторське бюро «Іскра».
Наприкінці 1960 року завод налагодив випуск радіолокаційної станції ПРВ-13 (1РЛ130), котра ввійшла до складу багатьох відомих радянських ЗРК (С-75, С-125, С-200) і таким чином потрапила в експлуатацію до різноманітних країн у вигляді збройних постачань колишнього СРСР.
1974 року випустили нову модель радіолокаційної станції ПРВ-17 (1РЛ141).
У 1980 році була прийнята на озброєння РЛС нового покоління — трикоординатна станція СТ-68У (19Ж6).
1987 року було випущено модернізовану РЛС СТ-68 (35Д6).

### Після здобуття незалежності Україною
Після 1991 року, завод та конструкторське бюро увійшли до ОПК України.
У 1997 році на підприємстві освоїли випуск інвалідних візків.
У 2003 році постановою уряду України електромашинобудівний завод та конструкторське бюро «Іскра», об'єднано в казенне підприємство «Науково-виробничий комплекс „Іскра“».
2005 року підприємство розробило мобільну трикоординатну РЛС 36Д6-М.
У 2006 році підприємство випустило РЛС 79К6 «Пелікан» (прийнята на озброєння ЗС України в серпні 2007 року), та її експортний варіант — 80К6.
2011 року НВК «Іскра» увійшов до складу державного концерну «Укроборонпром».

### Після 2014 року
З початку російської збройної агресії проти України, виробництво деяких зразків техніки донецького ДАХК «Топаз» було перенесене до КП «НВК „Іскра“». Зокрема: комплекс РЕБ «Мандат» (станції Р-300УВ1М та Р-330УВ2М) та комплекс РТР «Кольчуга-М».

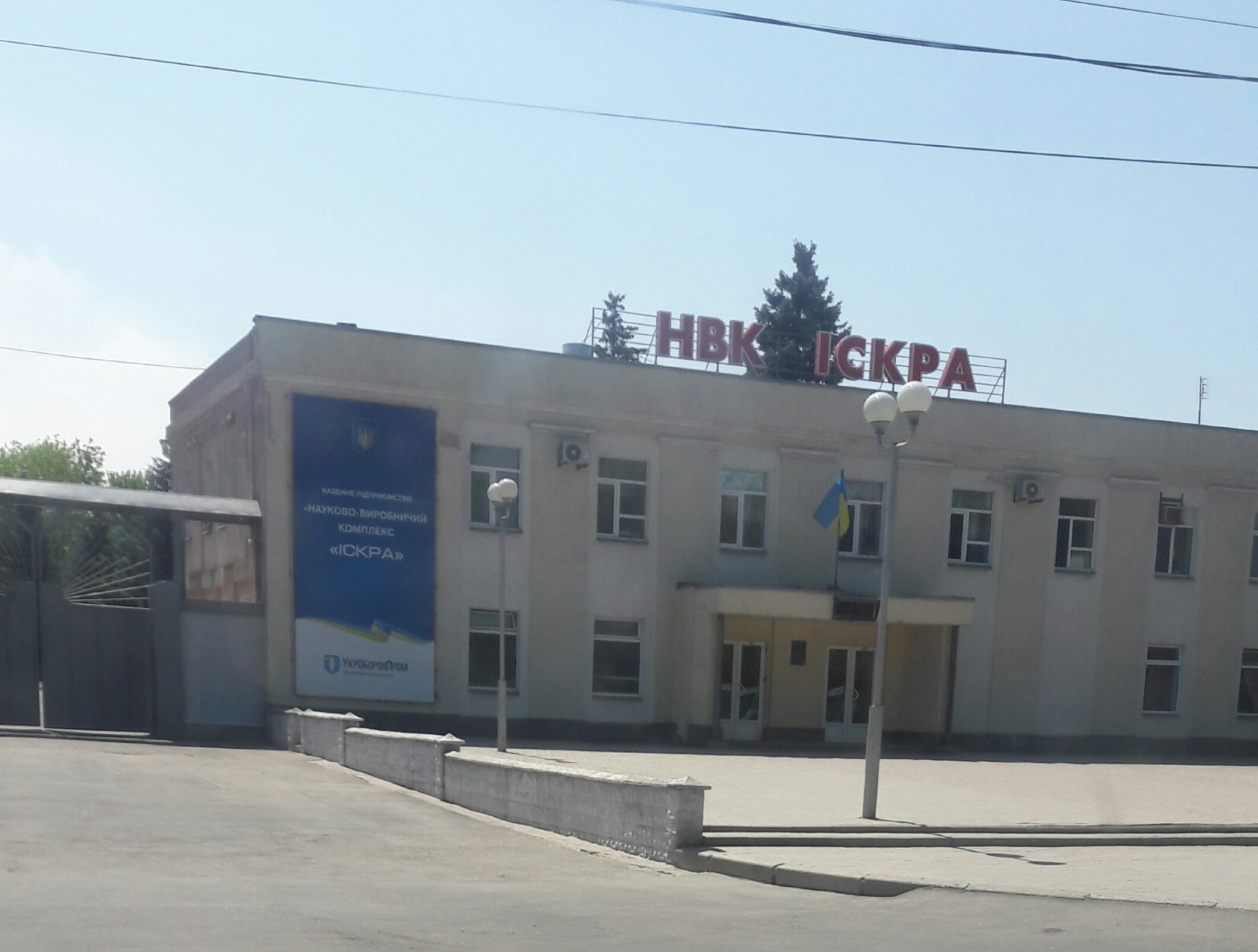
Прохідна НВК «Іскра»

За період із 2014 до 2017 року «Іскра» виготовила та передала в експлуатацію 32 одиниці військової техніки.
Наприкінці січня 2017 року директором КП «НВК „Іскра“» було призначено Юрія Олександровича Пащенка.
У 2017 році підприємство було втягнуте в судові розгляди щодо виплати роялті за користування патентними розробками. Претензії були висунуті з боку ТОВ «КІТ», яке, в свою чергу, також перебуває під слідством. На підприємстві «Іскра» заявили, що ТОВ «КІТ» є підставною фірмою, з якою попереднє керівництво підприємства уклало договір задля виведення коштів. Попри позови, завод продовжує працювати в штатному режимі та виконувати свої зобов'язання.
У жовтні 2017 року КП «НВК „Іскра“» вперше під час виставки «Зброя та Безпека-2017» представило перший натурний зразок мобільного оглядового 3D радіолокатора 80К6Т.
23 червня 2018 року, під час робочої поїздки до Запорізької області, підприємство відвідав Президент України Петро Порошенко. З цього приводу відбувся показ розробок у галузі радіолокації та РЕБ. Зокрема, були представлені: контрбатарейний радар 1Л220УК, високомобільний радар метрового діапазону радіохвиль МР-1, автоматизований комплекс радіоперешкод «Мандат» та пересувний трикоординатний оглядовий радіолокатор 80К6Т.
Окрім того, стало відомо, що на КП «НВК „Іскра“» триває розробка ще двох виробів: спеціальної РЛС ДВ1, котра призначена для створення суцільного радіолокаційного поля уздовж кордону України, та контрбатарейного радара нового покоління «Мангуст». Тоді ж військовим були передані РЛС 79К6, радар 35Д6 та удосконалений до виду 35Д6М РЛС 19Ж6.
На початку 2020 року були завершені роботи з оснащення та введення в дію нової дільниці верстатів з числовим та програмним керуванням. Серед цих верстатів: токарні, токарно-фрезерні, горизонтально та вертикально фрезерні. Завдяки універсальності нового обладнання у певних випадках з'явилася можливість значно скоротити процес підготовки, налаштування обладнання та безпосередньо виготовлення деталей.
У грудні 2020 року, відвідуючи КП «НВК „Іскра“», Президент України Володимир Зеленський доручив вивчити можливість збільшення частки підприємств Укроборонпрому у ДОЗ для забезпечення українських захисників нашою продукцією.
29 березня 2021 року українським військовим було передано нову трикоординатну РЛС 35Д6М.
На початку 2022 року низка українських ЗМІ повідомили, що КП «НВК „Іскра“» припиняє роботу. Про це повідомив представник КП «НВК „Іскра“», зазначивши, що причиною є відмова Міністерства оборони України від усіх замовлень. Через цю відмову відбулося скасування ДОЗ України, зокрема на два дуже вагомих вироби, що створювалися в інтересах Збройних Сил України. Разом з тим припиняються і дослідно-конструкторські роботи, а керівник НВК був вимушений зупинити роботу підприємства. Одночасно, було розпочато перевірку КП «НВК „Іскра“» на виконання контрактів для Міністерства оборони України, а Міністерство оборони України звинуватило КП «НВК „Іскра“» у зриві одного з військових замовлень. Так відомство відреагувало на інформацію про відмову Міноборони від продукції «Іскри», через що підприємство нібито зупинилося. Станом на січень 2022 року стало відомо, що НВК на 2022 рік не отримало жодного державного замовлення. Також немає й замовлень на експорт, а значить, у підприємства немає коштів для роботи.
У березні 2022 року на підприємстві очікується отримати державне замовлення, проте у січні-лютому 2022 року «Укроборонпром» здійснював перевірку НВК «Іскра» на виконання контрактів для Міністерства оборони України. Водночас у відомстві наголосили на тому, що «Іскра» не може припинити свою діяльність. «Іскра» є стратегічним для економіки та безпеки держави підприємством і, згідно чинного законодавства, не може припинити свою діяльність. Міністерство оборони України не відмовлялося від продукції НВК «Іскра». За повідомленням «Укроборонпрому» існує затримка з виконанням одного із контрактів на замовлення Міністерства оборони, всі обставини якої і покликана встановити перевірка.

## Продукція
РЛС виробництва RG КП «НВК „Іскра“» мають успішну історію і користуються попитом як на вітчизняному, так і на закордонних ринках військової техніки. З маркою «Іскра» вироблено більше 6000 високоефективних, надійних і простих у застосуванні радіолокаційних станцій, які продовжують працювати більш, аніж в 50 країнах світу.
Налагоджена система сервісного обслуговування і постачання запасних частин, навчання фахівців замовника, проведення осучаснення і технічний супровід поставлених РЛС дозволяють підтримувати техніку в постійній готовності.
КП «НВК „Іскра“» є активним учасником військово-технічного співробітництва України з іншими державами. Підприємство продовжує створювати і серійно випускати радіолокатори світового рівня. «Іскра» інвестує в розробку і створення нової техніки.
Серед іншого, підприємство виробляє:
- Сімейство РЛС 80K6 — мобільні 3D радіолокатори кругового огляду малих, середніх та великих висот з підвищеною точністю виявлення висоти;
- РЛС 36Д6 — мобільний трикоординатний радіолокатор огляду повітряного простору;
- рухомий автономний вторинний радіолокатор «Траса»;
- РЛС МР18 — мобільна станція радіолокації кругового огляду середніх і великих висот тощо.

У квітні 2017 року підприємство показало нову РЛС МР-18 (MR-18), яка здатна виявляти і супроводжувати повітряні об'єкти, навіть виконані за технологією Стелс, в тому числі із впливом природних і організованих активних і пасивних завад.
З огляду на потребу Збройних Сил України в засобах радіоелектронної боротьби, КП «НВК „Іскра“» налагодила виробництво нового напрямку військової техніки — комплексу РЕБ «Мандат-Б1Е» і станції РЕБ Р-330TRC.
Розробником і першим виробником комплексу РЕБ «Мандат» була донецька компанія ДАХК «Топаз». Оскільки виробничі площі заводу опинилися на тимчасово окупованих територіях України, «Іскра» взяла на себе зобов'язання з освоєння і відновлення виробництва комплексу. Станом на середину 2017 року, комплекс РЕБ «Мандат» — перебував на етапі виготовлення з подальшим передаванням військам згідно плану.
У II кварталі 2017 року підприємство передало Збройним Силам України станцію РЕБ Р-330TRC, яка призначена для виявлення та придушення каналів радіозв'язку в діапазоні частот від 30 до 2500 МГц.
В лютому 2018 року було завершено розробку конструкторської документації засобів контрбатарейної боротьби. Підприємством ведуться роботи з виготовлення дослідного зразка. Його вихід на державні випробування був спланований на 2018 рік.